# ウールジー・ライス
ウールジー・E・ライス（Woolsey E. Rice, 1962年5月12日 - ）はアメリカ合衆国ハワイ州出身の元プロ野球選手（投手）。右投右打。

## 来歴・人物
1982年にミルウォーキー・ブルワーズにドラフト外で入団。1985年まで同球団傘下のマイナーリーグでプレイするがA級止まりで、1986年にはメキシカンリーグのモンテレイ・サルタンズへ入団。そして同年途中に近鉄に入団したが、日本での環境等に馴染めないまま、一軍に昇格の機会もなく同年で退団となった。

## 詳細情報

### 年度別投手成績
- 一軍公式戦出場なし

### 背番号
- 42（1986年）